# Cheilosia leucoparea
Cheilosia leucoparea är en tvåvingeart som först beskrevs av Friedrich Hermann Loew 1863.  Cheilosia leucoparea ingår i släktet örtblomflugor, och familjen blomflugor. Inga underarter finns listade i Catalogue of Life.